# تأمين بقاء السلالات النادرة
تأمين بقاء السلالات النادرة (بالإنجليزية: Rare Breeds Survival Trust)‏ هي محافظة خيرية. تهدف لتأمين اٍستمرار وجود المصدر الجيني لحيوانات المزرعة بالمملكة المتحدة. تأسست عام 1973 م لحماية السلالات الأصلية، منذ ذلك الحين لم تنقرض أي سلالة أصلية بالمملكة المتحدة.